# 911 Operator
911 Operator là một game mô phỏng do studio Ba Lan Jutsu Games phát triển và được hãng PlayWay phát hành vào năm 2017. Trong trò chơi này, người chơi sẽ vào vai nhân viên trực tổng đài điện thoại 9-1-1 phải trả lời các cuộc gọi điện thoại và gửi lời đề nghị cảnh sát, nhân viên y tế và lính cứu hỏa đến nhiều trường hợp khẩn cấp khác nhau. 911 Operator được tài trợ thông qua một cuộc vận động gây quỹ Kickstarter thành công kéo dài từ ngày 21 tháng 7 đến ngày 20 tháng 8 năm 2016. Trò chơi được phát hành trên PC vào tháng 2 năm 2017, với các bản phát hành trên PlayStation 4 và Xbox One vào cuối năm đó. Phiên bản Android của trò chơi được phát hành vào ngày 16 tháng 11 năm 2017. Vào ngày 26 tháng 10 năm 2018, trò chơi đã được phát hành trên Nintendo Switch.

## Phát triển
911 Operator được tài trợ thông qua một cuộc vận động gây quỹ Kickstarter ra mắt vào ngày 21 tháng 7 năm 2016 với mục tiêu là 9.110 đô la Canada. Cuộc vận động này đã kết thúc thành công vào ngày 20 tháng 8 năm 2016 với tổng số tiền 37.924 đô la được huy động.

## Đón nhận
Phiên bản PC của 911 Operator nắm giữ 68 điểm trên Metacritic, biểu thị những đánh giá trái chiều hoặc trung bình. CD-Action ủng hộ các yếu tố giáo dục của trò chơi, chẳng hạn như tìm hiểu về các triệu chứng liên quan đến tình trạng y tế, nhưng chỉ trích rằng "khó mà có được trò chơi nào trong 911 Operator." Alec Meer của Rock, Paper, Shotgun đã viết rằng trò chơi này "chắc chắn có hiệu quả trong việc tạo ra sự căng thẳng" nhưng trở nên "ngày càng một nốt" chỉ sau vài giờ chơi. Alex V. của New Game Network cũng phát hiện ra rằng trò chơi thiếu sự đa dạng đáng kể, lưu ý rằng các cuộc gọi điện thoại trở nên lặp đi lặp lại và "game biến thành một bài tập sắp xếp màu sắc đơn giản" gửi nhân viên phù hợp đến các biểu tượng khẩn cấp được mã hóa màu. Nhìn chung, anh thấy rằng 911 Operator có tiềm năng và là "công thức chiến thắng" nằm trong lối chơi của nó, nhưng cuối cùng bị hạn chế do thiếu sự đa dạng. Johnathan Irwin của Hooked Gamers chấm cho game 7.0/10 điểm, ca ngợi lối chơi của nó và các tùy chọn cho các bản đồ khác nhau, nhưng lưu ý rằng trò chơi cuối cùng đã trở nên lặp đi lặp lại. Nathan Saretzky của Game Grin còn chấm cho 911 Operator 7/10 điểm, kết luận rằng đó là một "trò chơi arcade được thực hiện tuyệt vời" đã thành công vì "đơn giản và vui nhộn." Tuy nhiên, Saretzky đã chỉ trích các cuộc gọi lặp đi lặp lại và cảm thấy rằng lối chơi sẽ phù hợp hơn với hệ thống dựa trên cảm ứng.
Phiên bản Xbox One của 911 Operator nhận được nhiều ý kiến trái chiều. Anthony Cole của Xbox Tavern đã khẳng định rằng nó "chứa đựng một ý tưởng thú vị nhưng không được xây đắp với bất kỳ chiều sâu nào," phát hiện tựa game này lặp đi lặp lại, đơn giản và nhàm chán. Neil Watton của The Xbox Hub cũng chỉ trích lối chơi lặp đi lặp lại và phần điều khiển "vụng về", mặc dù thấy được khái niệm chung của trò chơi này là "hay ho." Viết cho TrueAchievements, Marc Hollinshead đã ca ngợi các yếu tố giáo dục và chiến lược của trò chơi, nhưng có nhận xét rằng "những lần lặp lại nhanh chóng đến cả sởn gai ốc," đặc biệt liên quan đến các cuộc gọi thoại lặp đi lặp lại.